# Complete EACH TIME
『Complete EACH TIME』（コンプリート・イーチ・タイム）は1986年6月1日にリリースされた大滝詠一のスタジオ・アルバム。

## 解説
『EACH TIME』発表時、収録時間やカッティング技術の問題、構成上の理由から収録できなかった「Bachelor Girl」と「フィヨルドの少女」を追加収録し、収録曲も曲順が一部変更された完全盤。アナログ盤は収録時間の関係上、「レイクサイド・ストーリー」がフェイドアウト・バージョンに差し替えられた以外はオリジナル盤のマスターが使われたが、それでも50分12秒というナイアガラ・レーベルの諸作品の中で最も長い収録時間となり、また初の長時間録音盤となった。そのためカッティング・レベルが通常より低くなっている。また、CDは『EACH TIME SINGLE VOX』のマスターに2曲追加となり、楽曲の長さや構成が異なる。
短期間で市場から姿を消したこと、オリジナル版『EACH TIME』が再発（1989年版、1991年のCD選書）されたことから、レアアイテムの一つとなっている。なお、『Complete EACH TIME』と同じ収録曲のものに「魔法の瞳」以外の楽曲でオリジナル盤のマスターを使用し、ボーナス・トラックを追加収録したものが『EACH TIME 20th Anniversary Edition』となる。

## パッケージ、アートワーク
LP、カセット、CDのいずれも外袋にバクダン・ステッカーが貼られ、LPは初回プレスのみヴィニール・パッケージ仕様。ジャケットに描かれた“Complete”の文字は大滝自筆のもの。

## 収録曲

### SIDE 1
1. 夏のペーパーバック
CDではイントロ部分を始めとして楽器がやや少なめに構成され、間奏のサックス・ソロが別テイクに差し代わっているバージョンを収録。このバージョンは後に『B-EACH TIME L-ONG』にも使用されている。
2. Bachelor Girl
アルバム初収録曲。大滝は当時「Bachelorという単語がGirlに付くのはおかしい（Bachelorは「独身の男性」を指す）」という指摘を受け、『EACH TIME』への収録が見送られた。その後、過去に事例があることがわかり、大滝が稲垣潤一のカバーを提案し、そのバージョンが先に発表される形となった。追って大滝の『B-EACH TIME L-ONG』に収録された。本アルバムでは、シングル・バージョン（イントロにSEがあり、エンディングがフェードアウト）で収録されている。
3. 魔法の瞳
CDでは『EACH TIME SINGLE VOX』と同じ歌詞が加筆されているロング・バージョンを収録。このバージョンはその後20周年盤に収録されている（1989年盤には収録されず、1991年盤はオリジナル・バージョンを収録）。
4. 木の葉のスケッチ
CDではエンディングがフェイド・アウトせずに終わる。
5. 恋のナックルボール
エンディングのSEが終わった後、大滝の「まぁ、割り合い良かったな」のあるバージョンだが、その前にあるドゥーワップ・コーラスは『EACH TIME SINGLE VOX』では4回繰り返すが、本作では2回繰り返しバージョン、更に『EACH TIME 40th Anniversary Edition』では2回繰り返した後、バックトラックのみ2回繰り返すバージョンで収録されている。
6. 銀色のジェット

### SIDE 2
1. 1969年のドラッグレース
2. ガラス壜の中の船
3. ペパーミント・ブルー
4. レイクサイド ストーリー
わずかに、後奏の楽器が小さめに抑えられている。この盤からエンディングがフェイドアウトするバージョンに換わった。
5. フィヨルドの少女
「Bachelor Girl」とのカップリングで、ナイアガラ・レーベル最後のアナログ・シングルとして発売された。ギタリストとして参加したマッチ・ルータラが、後に自身のバンド“ザ・ムスタング”（フィンランドのインストゥルメンタルバンド）のアルバム『ペレスロイカ』で「さらばシベリア鉄道」とともにカバーした。

## クレジット
| All Songs Written by 松本隆 & 大瀧詠一 |
|                                        |

| Musicians |                                                     |   | |
|           | Drums                                               | ; | - 上原“EXOTICS”裕, 林“DRAGON”立夫, - 青山“WEDDING MARCH”純 |
|           | E.Bass                                              | ; | 長岡“AKAGAI”道夫 |
|           | Guitars                                             | ; | - 鈴木“微年少年”茂, 村松“GREEN WATER”邦男, - 徳武“NASHVILLE”弘文, 吉川“長老”忠英, - 安田“ヤッさん”裕美, 石川“元老”鷹彦, 笛吹利明, - 三畑卓次, 鳴海寛, 加藤達雄 |
|           | Keyboards                                           | ; | - 国吉“外泊禁止” 良一, 難波“エマーソン”弘之, - 井上“SAAB”鑑, 中西“拳症炎”康晴                                                                                  |
|           | Synth.Prog                                          | ; | 松武“第3京浜”秀樹 |
|           | L.Perc                                              | ; | - 鳴島“ナルちゃん”英治, 浜口“エガワ”茂外也, - 斉藤“月見うどん”ノブ, 川瀬“デモテープ”正人, - 阿達彰義, 菅原由紀                                                 |
|           | Wood Bass                                           | ; | 小泉僖美雄 |
|           | Harp                                                | ; | 山川恵子, 入江愛子, 野畑潤子, 張谷恭子 |
|           | Accordion                                           | ; | 岡田徹 |
|           | Clarinet                                            | ; | Mr.北村英治 |
|           | Oboe                                                | ; | 大野守 |
|           | Vibraphone                                          | ; | 金山功 |
|           | Sax                                                 | ; | Jake H.Concepsion |
|           | Chorus                                              | ; | 伊集加代子, 和田夏代子, 鈴木宏子 |
|           | Cheer Boys                                          | ; | PERCUSSION GROUP 72 |
|           | Strings                                             | ; | 加藤ジョー・グループ |
|           |                                                     |   | |
|           | STRINGS ARRANGE ; 井上鑑                            |   | |
|           |                                                     |   | |
|           | SPECIAL GUEST ; MATTI LUHTALA (Guitar) from Finland |   | |

| Studio All Nighters | |
|                     | - Ω大森, ブッシュマンナベ, 歌舞伎町松尾, ぼくちゃん太田, - XEVIOUSアトム, OLYMPIC芳川, DRE2台川部, ハーモナイザー宮田, - DELETE津久間, 余下吉太, SEDICいのう, MYアガリ3好, - スケジュール・シスターズ（土屋幸子, 浅香友美子）, RACOON佐藤, 笠井“CUTTING ENGINEER”鉄平, - 松殿オーナーFlowrin G.H., - カフェ・バーVEGA, 赤坂フォンテーヌ |
|                     | |
|                     | Recorded & Remixed at STUDIO“不夜城”Shinanomachi & Roppongi |
|                     | STUDIO COMMAND & HYPER NECAM DRIVED by クローク |
|                     | PAPILAPOPAスタジオ退屈男 大野“オニギリ1人占め”邦彦 |
|                     | Engineer 吉田“ユンケルMIX”保 |

|                                              | |
| Each Times 定期購売者一覧                    | |
|                                              | - 白川隆二, 浜野啓介 (CBS/SONY), - 松本隆, 清水桂子 (Termini), - 伊部誠 (CMC), - キャンキャン中山, フリー平原, 小滝詠司 (Mitaka Group), - 中山泰, 養父正一, 河田久雄 (Design), - 朝妻一郎, Pop-cicle木崎, Mr.Chibumaker (60's Fun Club), - 前島“キヨーレオピン”洋児, 塚田“出前一丁”千春, - 増田“チェーン1時間”真一, 山縣“再就職”裕子, 梅田“安産”智恵子, - 小出“バイブル”豊子, 野口“フォークの火を消すな”健作, - ジャマイカ・イタル, 金田一“ハマッコ”伴内 (NIAGARA Staff) |
|                                              | |
| 駅売り愛読者一覧                             | |
|                                              | - 佐藤“No.1バンド”輝雄, “課長職”竹内, “梅木マリ”光原, 桜井“サクラ”聖子, - 五月“辰徳”夢子, 土門“ミレーヌ”壌, 小田“パソコン”創 (Radio Staff) - 伊藤アキラ, 大森昭男, 関口直人 (Cider Trio) - 杉山“ゴルフ”垣太郎, Sun山田, 本部長西村 (Video Staff) - アキレスケン中川, ギックリゴシ立原, Gals田中 (Book Staff) |
|                                              | |
| Produced by 大瀧詠一 For Niagara Enterprises | |

## リリース履歴
| # | 発売日       | リリース               | 規格 | 品番                        | 備考 |
| - | ------------ | ---------------------- | ---- | --------------------------- | --- |
| 1 | 1986年6月1日 | ナイアガラ ⁄ CBSソニー | LP   | 28AH 2001 (NGLP-539,540-OT) | 『EACH TIME』に2曲が追加され、曲順も変更されたコンプリート版。LPは初回プレスのみヴィニール・パッケージ仕様。CDは『EACH TIME SINGLE VOX』のマスターに2曲追加となっている。 |
| 1 | 1986年6月1日 | ナイアガラ ⁄ CBSソニー | CT   | 28KH 2001 (NGCA-123,124-OT) | 『EACH TIME』に2曲が追加され、曲順も変更されたコンプリート版。LPは初回プレスのみヴィニール・パッケージ仕様。CDは『EACH TIME SINGLE VOX』のマスターに2曲追加となっている。 |
| 1 | 1986年6月1日 | ナイアガラ ⁄ CBSソニー | CD   | 32DH 555 (NGCD-5-OT)        | 『EACH TIME』に2曲が追加され、曲順も変更されたコンプリート版。LPは初回プレスのみヴィニール・パッケージ仕様。CDは『EACH TIME SINGLE VOX』のマスターに2曲追加となっている。 |